# Cynthia Ettinger
Cynthia Ettinger est une actrice américaine, connue pour son travail sur scène et à la télévision, notamment dans la série télévisée La Caravane de l'Etrange et dans le pilote inédit de la série télévisée Smallville. Elle a également joué un rôle récurrent, en tant qu'actrice itinérante dans Deadwood sur HBO.

## Carrière
Elle est initialement choisie pour incarner Martha Kent pour Smallville, mais pendant le tournage, tout le monde se rend compte qu'elle n'est pas faite pour le rôle, y compris elle-même. 
Elle se tourne vers des emplois dans le théâtre et lorsque l'opportunité de travailler sur La Caravane de l'étrange se présente, elle choisit ce projet en raison de son expérience théâtrale. 
Elle apparait également dans l'épisode The Parking Garage de la  série télévisée Seinfeld et dans les films Le Silence des Agneaux de Jonathan Demme en 1991, Point Limite de Stephen Frears en 2000(tv), Emprise (2001) et Permis de Mariage(2007).